# معرض الشارع

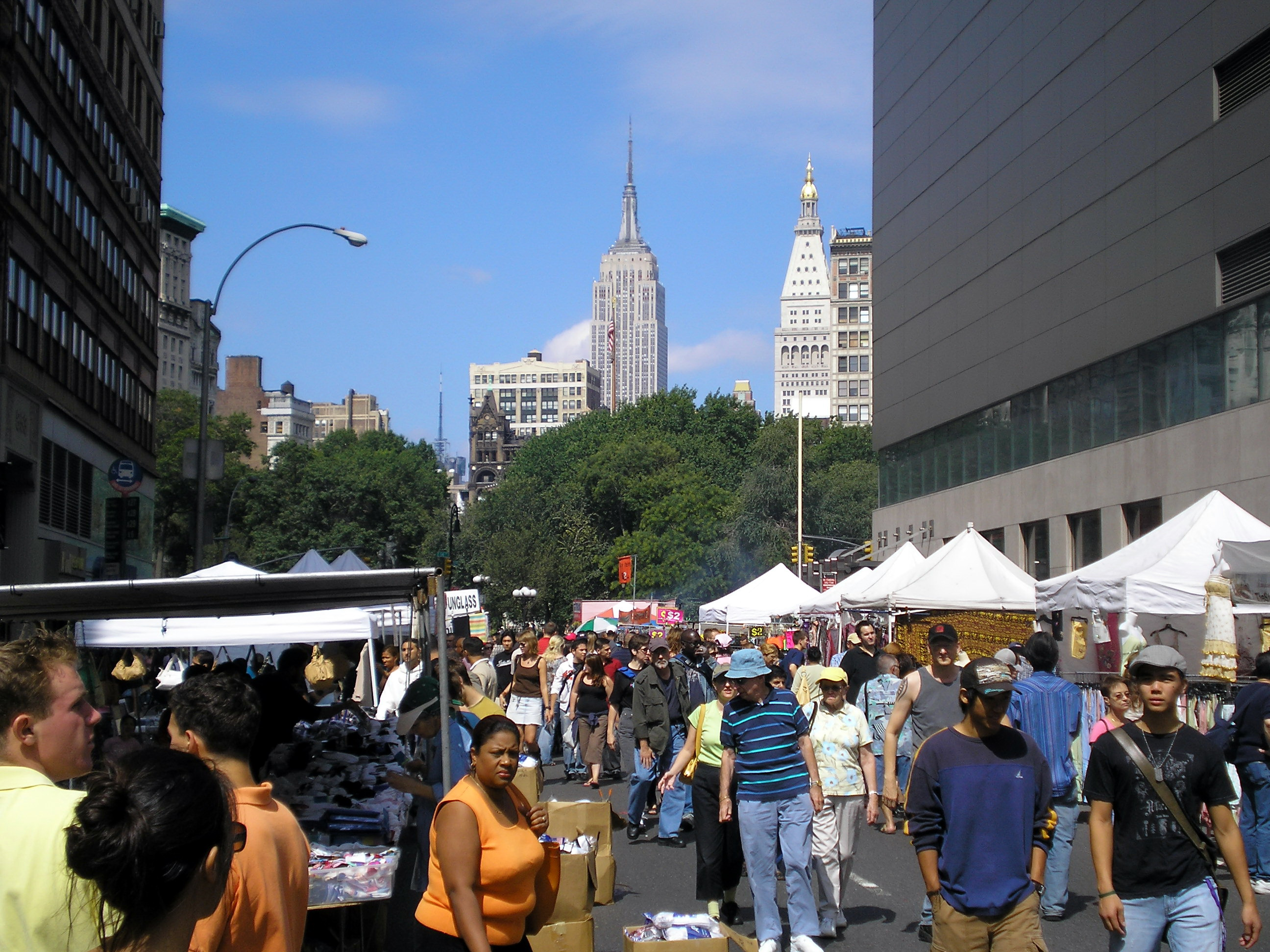
معرض الشارع في مدينة نيويورك

معرض الشارع (بالإنجليزية: Street fair)‏ هو المعرض الذي يحتفل بشخصية الحي. كما يوحي اسمها، وعادة ما يتم عقده في الشارع الرئيسي في الحي.
يتمثل المكون الرئيسي لمعارض الشوارع في الأكشاك المستخدمة لبيع البضائع (خاصة الطعام)، أو نقل المعلومات. وتشمل بعض ركوب الكرنفال والعروض. العديد من عروض الموسيقى الحية والرقص.
تتراوح مدة المعارض عادة ما لا يزيد عن بضعة مبان، على الرغم من أن بعض المعارض، مثل يمتد مهرجان الطعام الدولي التاسع في مدينة نيويورك وسولانو سترول في شمال كاليفورنيا على مسافة تزيد عن ميل واحد. عادة ما يطلق على كتلة واحدة فقط وتسمى بحفلة الكتلة أو حفلة الشارع.

## التنوع
تختلف معارض الشوارع بشكل كبير، حتى داخل مدينة واحدة. على سبيل المثال، تتضمن معارض الشوارع السنوية في سياتل بواشنطن معرض شارع حي الجامعة الذي يعرض أعمال الحرفيين ويطلب أن يكون الشخص الذي يصنع السلع المعروضة للبيع حاضرًا في أكشاكهم. يتميز معرض فريمونت بمصنوعات فنية من جميع أنحاء العالم، بالإضافة إلى موكب الانقلاب الصيفي والمسابقة، المشهورين براكبي الدراجات العاريات. في نفس المدينة، أقام حزب الكابيتول هيل بلوك عدة مبانٍ، ويتقاضى رسوم الدخول، ويضم بعضًا من أفضل فرق الروك المعروفة في المدينة، في حين أن معرض الحي الصيني الدولي في الحي الصيني يتمتع بنكهة آسيوية أمريكية وجزر المحيط الهادئ، مع تايكو الطبال، مظاهرات فنون القتال والرقص في هاواي.
في بلجيكا، تُعرف معارض الشوارع باسم برادري، والتي تترجم إلى التحميص، مما يشير إلى التحميص المتكرر للحوم في الأحداث.

## صور من معرض الشارع

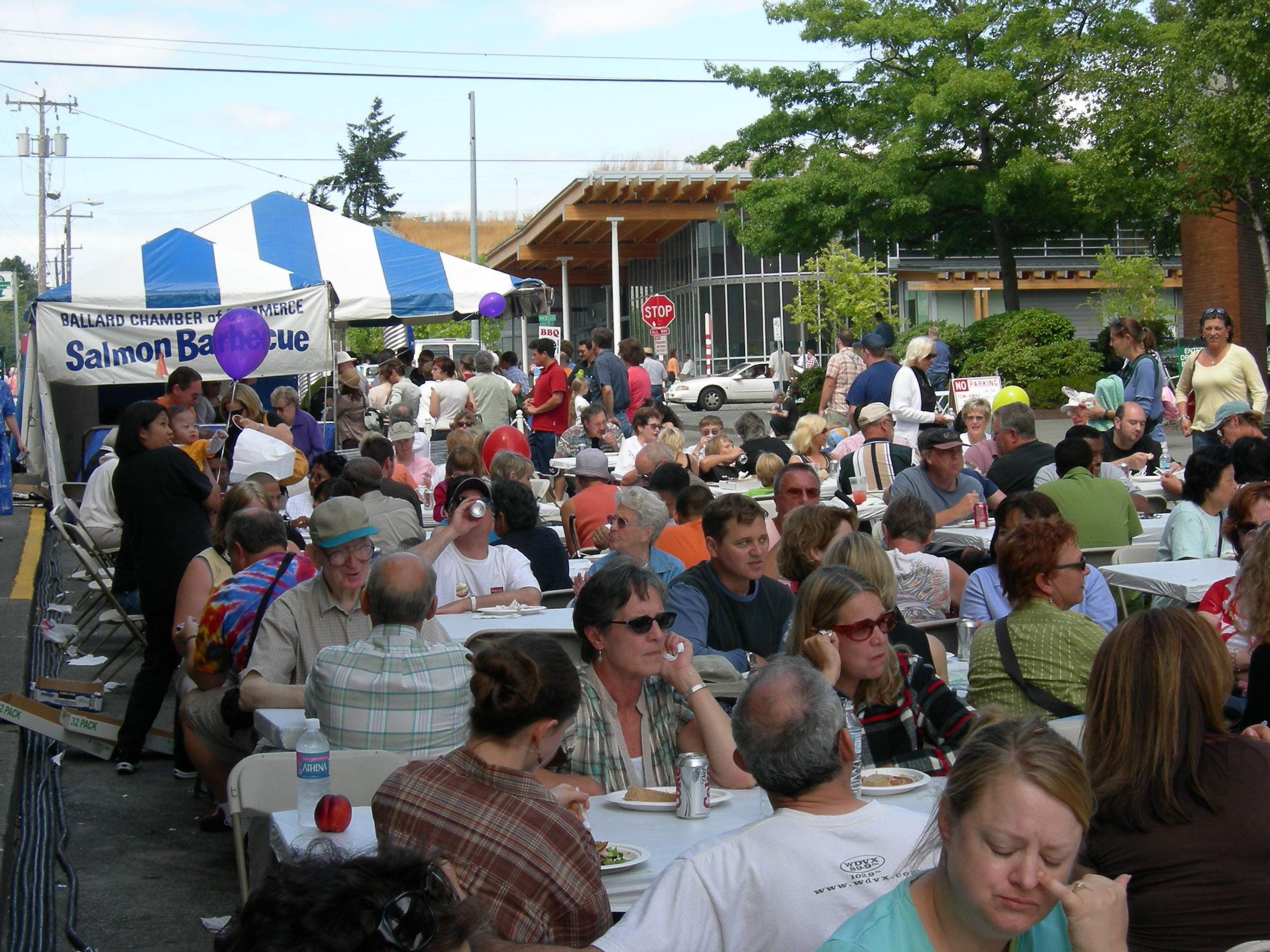
معرض الشوارع في حي بالارد التاريخي في مدينة سياتل بولاية واشنطن.
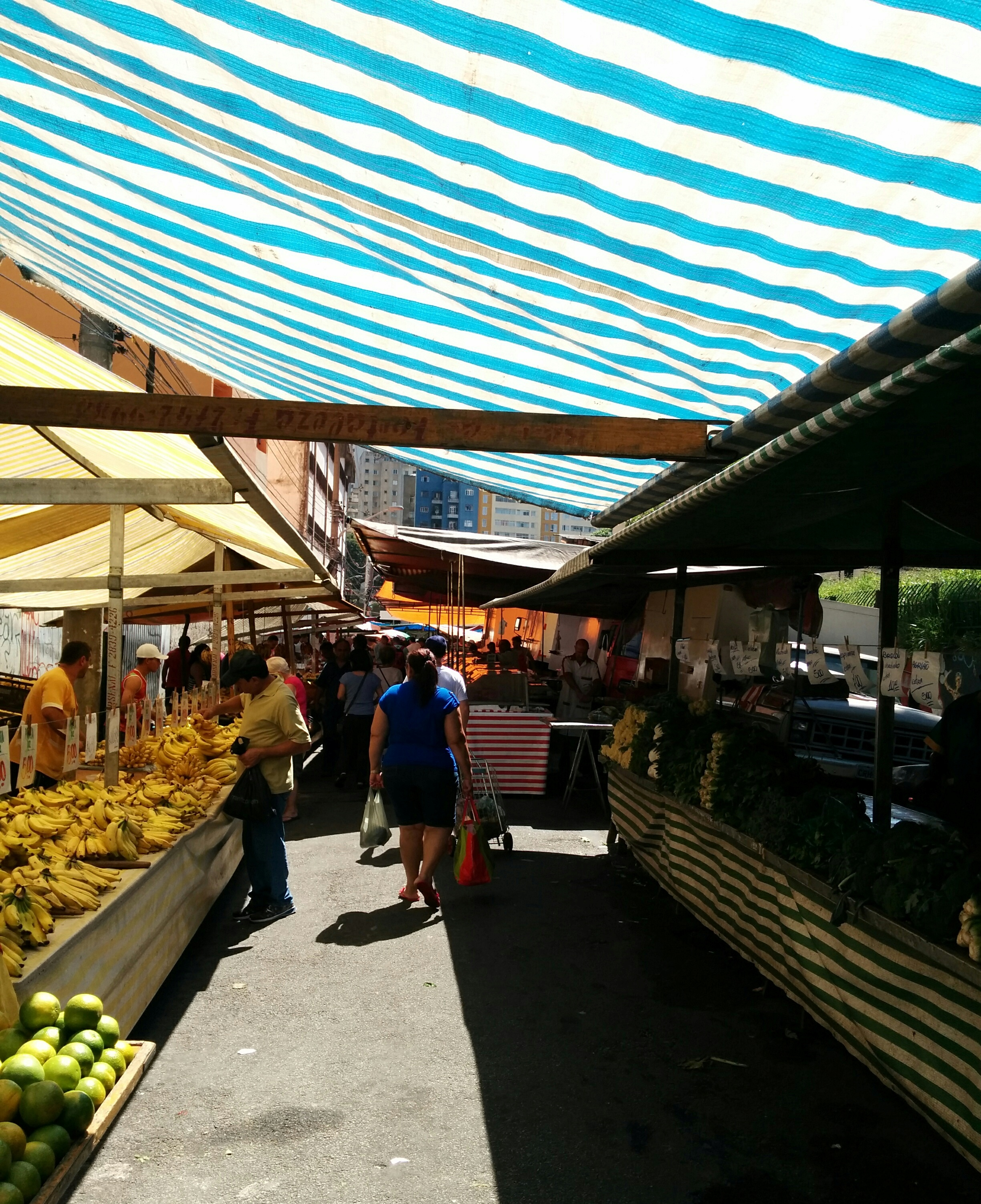
أنتج في معرض الشارع في ساو باولو.
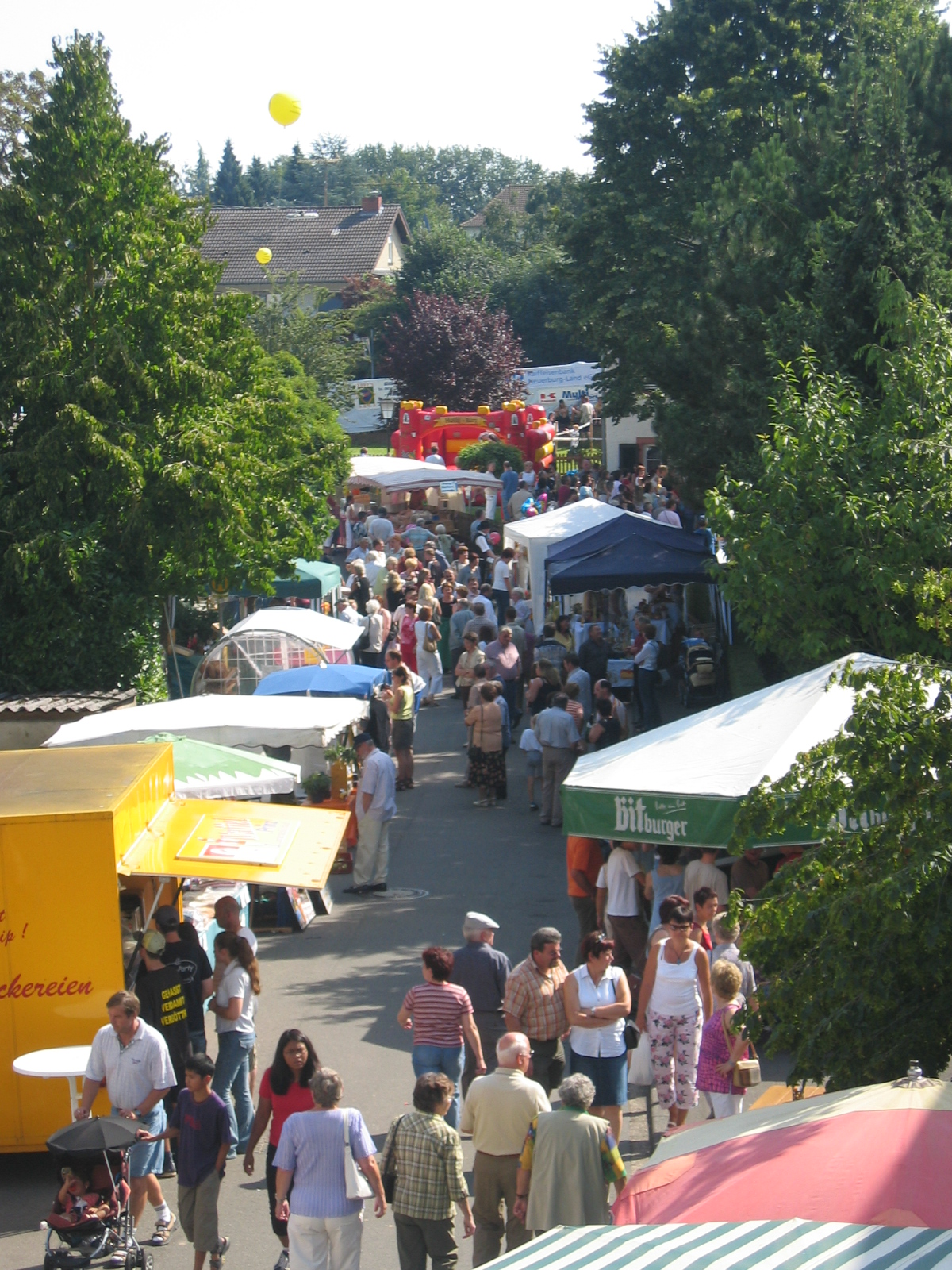
منظر لمعرض شارع في ألمانيا.
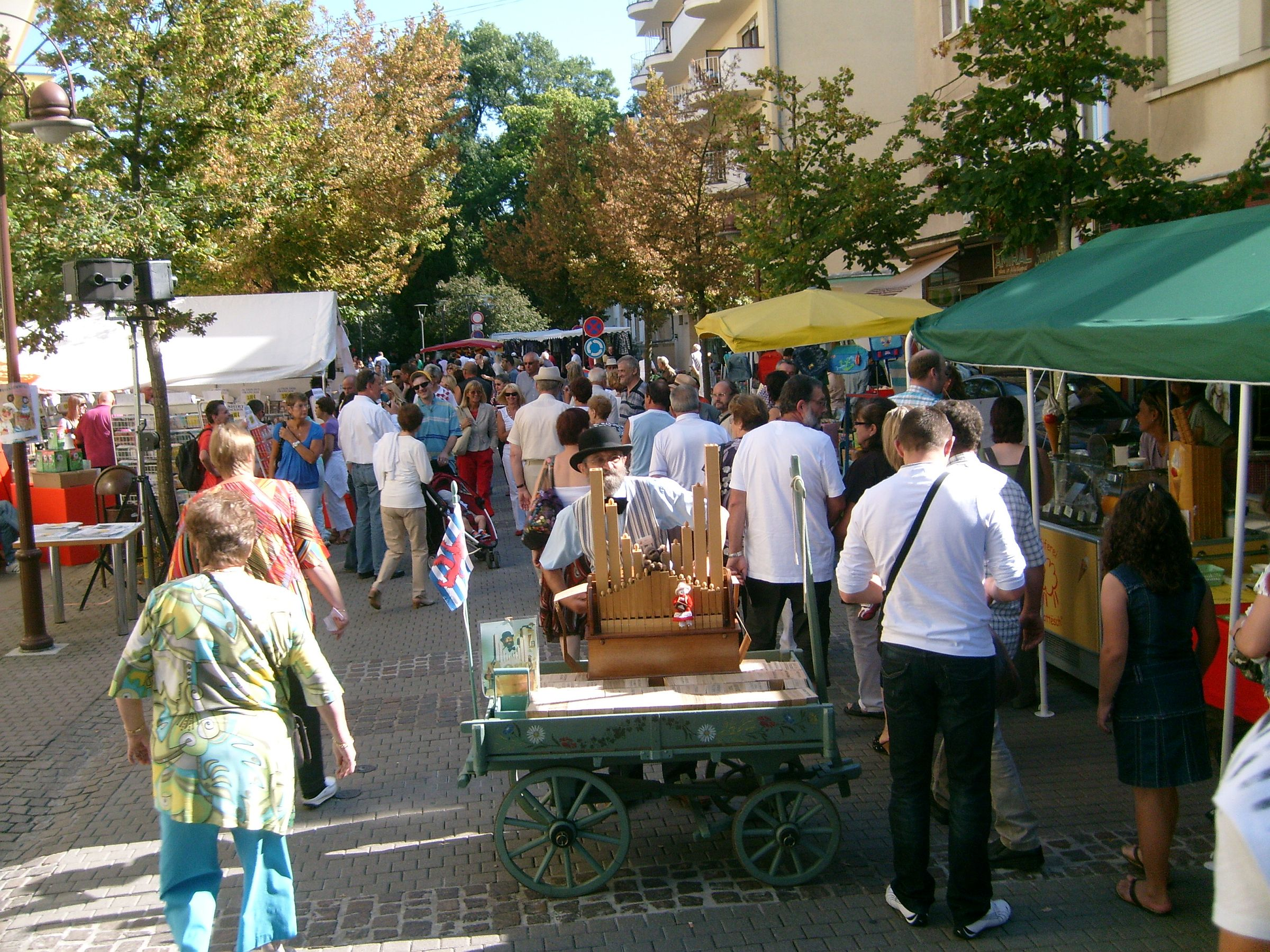
براديري في موندورف ليه باين، لوكسمبورغ، 2009.